# Даксо (конунг Гардарики)
Даксо (Даксон) — легендарный правитель «Геллеспонта», упоминаемый в сагах и сочинениях средневековых скандинавских историков.

## Основные сведения
Согласно этим источникам Даксо — сын Дия, убитого Рагнаром Лодброком. Сыновья Дия — Даксо и Дий оказали сопротивление Рагнару (по одной из версий, при этом им помогали скифы, потому что Дий и Даксо были женаты на принцессах, а по материнской линии были родственниками скифов), но были побеждены, а Рагнар назначил своего сына Хвитсерка править страной.
В отсутствие Рагнара Даксо захватил в плен и сжёг Хвитсерка (согласно Саксону Грамматику смерть выбрал сам Хвитсерк, пожелавший умереть вслед за своими боевыми товарищами), и так вернул себе престол отца. Рагнар после гибели Хвитсерка организовал второй поход в Руссию (Rusciae), в ходе которого победил и захватил в плен Даксо, заковал его в цепи и отправил в Утгард (город великанов).
Далее Саксон Грамматик пишет: «Проявленное Регнером сострадание заставило устыдиться рутенов и вынудило их оставить свою вражду к королю, которого даже самая тяжёлая потеря не заставила убивать своих пленников». Потом Рагнар вернул Даксо престол и обязал исправно платить дань. Дальнейшая судьба Даксо не известна.